# クート島郡

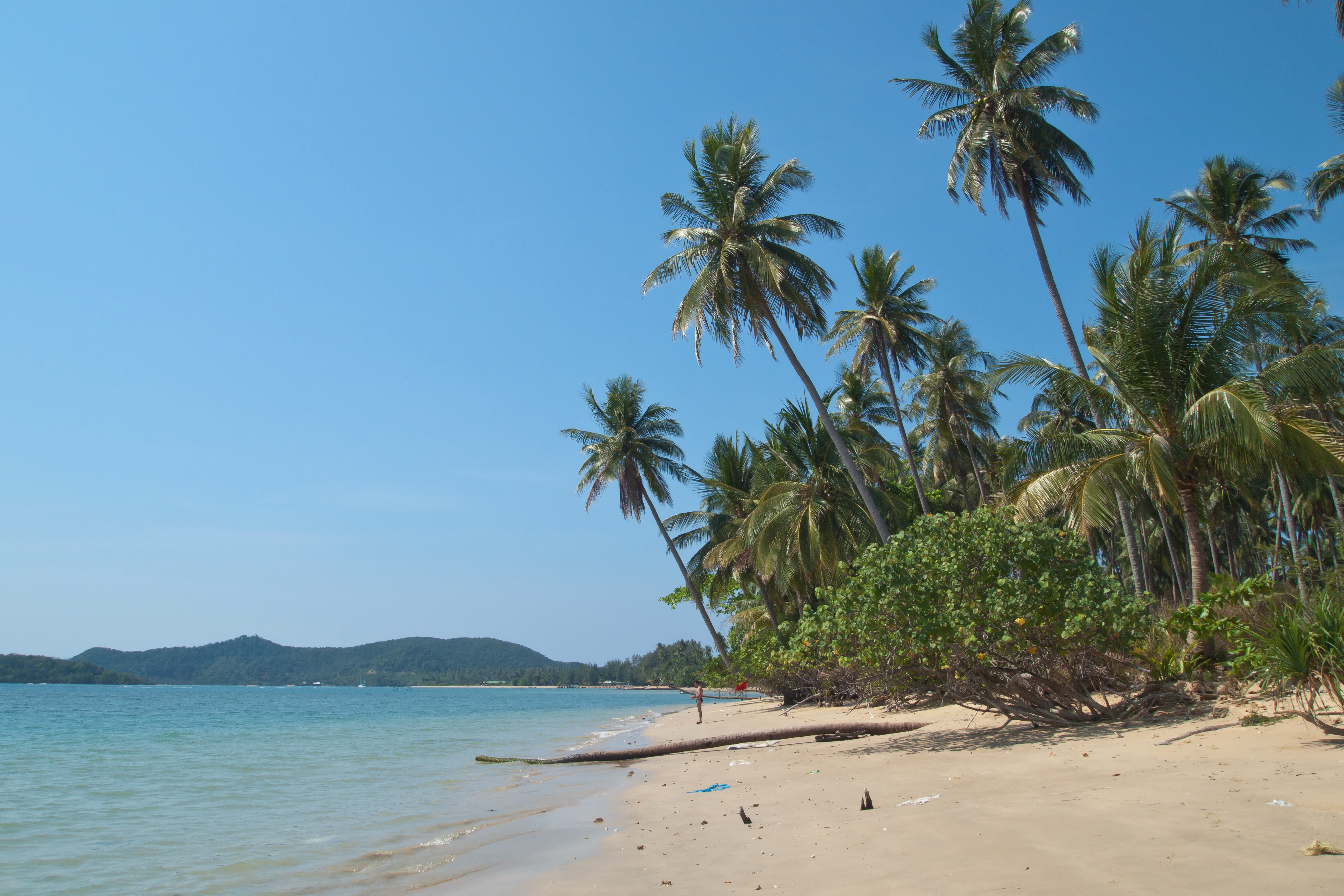
マーク島の砂浜

クート島郡（クートとうぐん、タイ語: เกาะกูด、Ko Kut）は、タイ王国トラート県の郡（アムプー）である。クット島郡、クッド島郡とも呼ばれる。タイランド湾に浮かぶ島嶼から成り、中心地はクート島である。国土の南東端に位置し、カンボジアと海上で国境を接する。
人口は2,894人（2010年国勢調査）で、国内の郡の中で最も少ない。

## 歴史
今日のクート島郡にあたる地域は、元々レームゴープ郡のチャーン島町（タムボン）の一部であった。1952年、新設されたマーク島町の一部となり、当時は4つの村（ムーバーン）に分割されていた。1980年、マーク島町の3つの村が分離し、クート島町を形成した。1990年4月1日、クート島町とマーク島町から成るクート島支郡（キンアムプー）が創設された。
2007年5月15日、タイ政府はすべての支郡を郡へ昇格させた。同年8月24日に出版された官報によって公式にクート島郡が発足した。

## 地理
郡最大の島はクート島で、港町やココナッツ農園が点在している。本土からはスピードボートで約60分である。
他の島はマーク島、ラン島、カム島などがある。

## 行政区画
2つの町（タムボン）に分かれており、その下位は8つの村（ムーバーン）に分かれている。
- マーク島町（เกาะหมาก）
- クート島町（เกาะกูด）

クート島町は2003年に、マーク島町は2004年にそれぞれの町議会が設立された。